# 1947 год в СССР

## Февраль
- 10 февраля — Подписание Парижских мирных договоров
- 12 февраля — Падение Сихотэ-Алинского метеорита
- 15 февраля — Издан Указ Президиума ВС СССР «О воспрещении регистрации браков между гражданами СССР и иностранцами»

## Апрель
- 22 апреля — Происшествие с C-47 на Таймыре

## Май
- 16 мая — Катастрофа C-47 в Хабаровске
- 26 мая — Отменена смертная казнь

## Июнь
- 6 июня — Создан Кизеловский исправительно-трудовой лагерь
- Дело Клюевой Н.Г. и Роскина Г. И.

## Июль
- 7 июля — Создано Всесоюзное общество «Знание»

## Август
- 5 августа — Образована Академия художеств СССР
- 31 августа — Первый полёт Ан-2

## Сентябрь
- 3 сентября — Возобновлено строительство ленинградского метрополитена
- 7 сентября
  - 800-летие Москвы
  - Возобновление строительства сталинских высоток

## Октябрь
- 6 октября — Основан Коминформ
- 30 октября — Начало производства ЗИС-150

## Ноябрь
- 17 ноября
  - Введён в эксплуатацию Челябинский часовой завод
  - Начало выпуска часов «Молния»

## Декабрь
- 16—29 — Денежная реформа. Отмена карточной системы
- 18 декабря — Катастрофа Ил-12 в Красноярске
- 23 декабря — 1 января впервые объявлено нерабочим днём[1]

## Без точной даты
- Введена в строй 1-я очередь Запорожсталь
- Продолжение массового голода
- Продолжение Трофейного дела
- Философская дискуссия
- Создан Амурский исправительно-трудовой лагерь
- Создан Бодайбинский исправительно-трудовой лагерь
- Создан Приморский исправительно-трудовой лагерь
- Созданы Суды чести
- Создан Государственный реестр открытий СССР [2]

## В культуре
- 9 мая — Премьера фильма «Золушка»
- 20 сентября — Премьера балета «Доктор Айболит»
- 28 сентября — Премьера оперы «Великая дружба»

## Родились
- 13 февраля — Татьяна Тарасова, советский и российский тренер по фигурному катанию. Мастер спорта СССР международного класса[3]